# Meredith McGrath
Meredith McGrath (født 28. april 1971 i Midland, Michigan, USA) er en kvindelig tennisspiller fra USA. Hun var en af verdens bedste kvindelige doublespillere i 1990'erne og vandt i løbet af sin karriere 25 WTA-turneringer i double, heraf to Tier I-titler, og tre WTA-singletitler. Hun var endvidere en del af det franske hold, der vandt Fed Cup i 1997. Hendes bedste resultater på grand slam-niveau i damedouble var to finalepladser ved Australian Open 1994 og Wimbledon i 1995, mens hun i single var i semifinalen ved Wimbledon i 1996.
McGrath opnåede sin bedste placering på WTA's verdensrangliste i damedouble som nr. 5 den 10. oktober 1995, og hendes højeste rangering på singleranglisten var en 18.-plads den 22. juli 1996.